# Katja Gloger

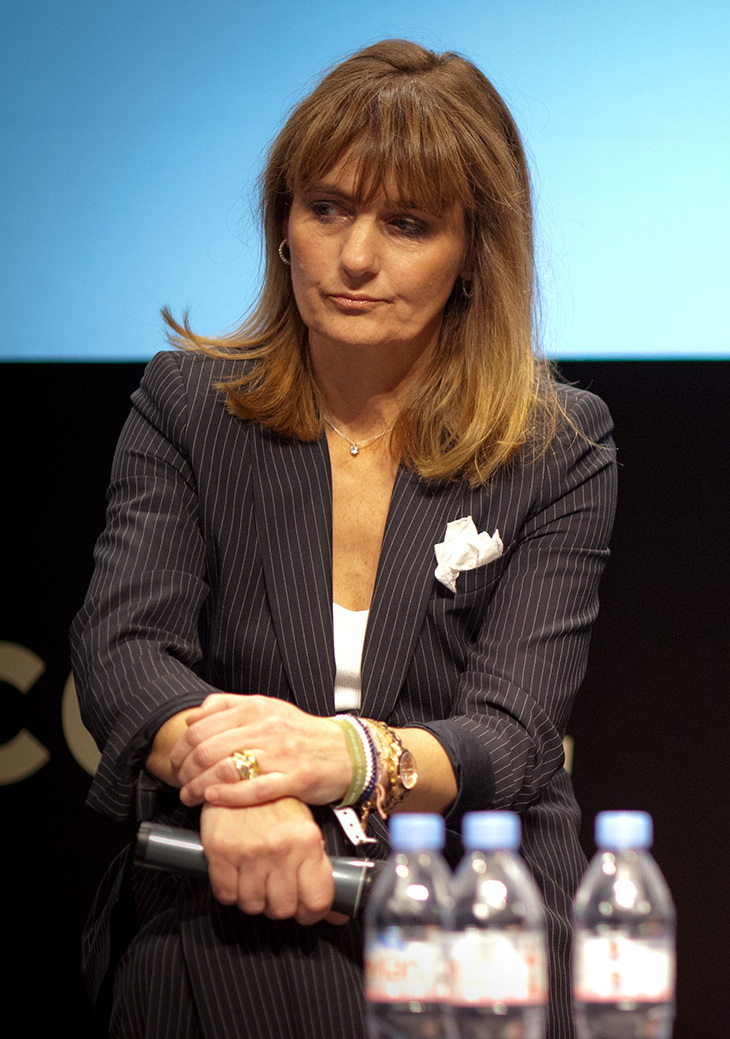
Katja Gloger (2014)

Katja Gloger (* 1960 in Koblenz) ist eine deutsche Journalistin, Kolumnistin und Publizistin. Sie war Moskau- und USA-Auslandskorrespondentin des Sterns.

## Leben
Katja Gloger studierte Slawistik und Politik. Sie schloss ihr Studium 1985 an der Universität Hamburg mit dem Magistergrad ab. In ihrer Magisterarbeit mit dem Titel Die Rezeption des Krimkrieges in zeitgenössischen russischen Monatszeitschriften („Tolstye žurnaly“) von 1855 bis 1859 unter besonderer Berücksichtigung der Zeitschriften „Morskoj Sbornik“ sowie „Voennyj Sbornik“ befasste sie sich mit der frühen Rezeptionsgeschichte des Krimkrieges in historischen russischen Zeitschriften.
Nach ihrem Studium war sie zunächst als Fernsehreporterin beim WDR tätig. 1989 wechselte sie zum Wochenmagazin Stern nach Hamburg, für den sie als Korrespondentin aus Moskau berichtete. 1992 war Katja Gloger „Young Leader“ der Organisation Atlantik-Brücke. Im Jahr 2004 wechselte sie als politische Korrespondentin für den Stern nach Washington, D.C. in den USA. Dort schrieb sie für den Stern u. a. von 2007 bis 2008 regelmäßig die Kolumne Katja Gloger – Washington Memo, in der sie über den US-Präsidenten und dessen politische Gegner und Konkurrenten sowie aus dem Weißen Haus und vom US-Kongress berichtete.
Seit 2009 war Gloger wieder in der Hamburger Redaktion des Sterns tätig. Sie schrieb für den Stern u. a. regelmäßig die Kolumne Was die Welt bewegt, in der sie aufzeigte, „worüber die Mächtigen dieser Erde hinter den Kulissen rangeln“.  Sie interviewte u. a. Michail Gorbatschow, Boris Jelzin und Wladimir Putin.
Sie arbeitet als freie Journalistin und Buchautorin. Außerdem setzt sie sich als Vorstandsmitglied von „Reporter ohne Grenzen“ für eine weltweite Pressefreiheit ein. Dazu gehört auch der Schutz russischer Journalistinnen und Journalisten, die heute im Exil leben.

## Werke

### Putins Welt, 2015
Peer Steinbrück kommt in seiner eingehenden Rezension vom 4. Oktober 2015 zu dem Schluss, Glogers sachliches und hochinformatives Werk rage aus den üblichen Veröffentlichungen hervor, da sie auf Dämonisierung und Mystifizierung verzichte und Missverständnisse, Fehleinschätzungen und auch den „Hochmut des Westens“ keineswegs tabuisiere. „Putin erscheint nicht als Rätsel, sondern als Apostel einer Mission, die sein Land aus der Befindlichkeit einer verletzten und gedemütigten Großmacht herausführen und wieder zu einem erstklassigen Machtfaktor erheben will.“ Katja Gloger sehe aber auch den Paradigmenwechsel Putins 2012 zu einem autoritär-repressiven System und den Übergriff auf die Ukraine 2014 ohne „Verblendung“; sie stelle die Annexion der Krim als klare Verletzung der Charta von Paris 1990 und des Budapester Memorandums von 1994 dar. „Wer die Hintergründe des Konfliktes zwischen Russland und Europa verstehen will, muss dieses Buch lesen.“ sagte Wolfgang Ischinger.
Auch Julian Hans (SZ) hält in seiner Sammelrezension vom 10. November 2015 das Buch Glogers für das beste unter den verfügbaren (Stand 2015) und setzt es Seipels Porträt Putins kritisch entgegen. Glogers Arbeit sei erkenntnisbasiert, Seipels Buch sei dagegen der gescheiterte Versuch einer vordergründigen Apologetik, zumal Seipel auch keine neuen Erkenntnisse beigebracht habe. Ähnlich Steinbrück hebt er Glogers Darstellung des „'ideologischen Urschlamms' aus Chauvinismus, sentimentalem Volkstum und Orthodoxie“ hervor, aus dem die „'Konterrevolution gegen die Moderne'“ ihren Treibstoff ziehe. Von dem Ukraine-Kapitel wünscht sich der Rezensent, dass sie den „vielen Unterstellungen“ etwas entgegengesetzt hätte: „... die Dynamik, mit der sich der Protest zur Gewalt hochschaukelte – als Reaktion auf Polizeigewalt und auf ein eilig erlassenes Bündel repressiver Gesetze, die die Grundrechte massiv einschränkten – bleibt im Vagen. Diese Dynamik zu verstehen ist wichtig, um der Desinformation entgegenzutreten, die Vereinigten Staaten hätten den Protest bestellt und bezahlt.“ Julian Hans sieht für Glogers Werk jedoch nicht die Chance, neben Seipel und Krone-Schmalz auf die Bestsellerlisten zu gelangen: „Russland-Kitsch und Verständnis für autoritäre Herrscher locken in Deutschland mehr Leser als tief gehende Analysen.“
Für Aschot Manutscharjan ist in seiner Sammelrezension vom 21. Dezember 2015 die „zweite Welle der Putinologie“ in den Buchläden angekommen, in der Glogers quellenreiche Darstellung die beste Wahl sei. Er findet es bemerkenswert, dass Gloger direkten Zugang zum Präsidenten erhielt: „Wladimir Putin scheint deutschen Journalisten eine strategische Bedeutung beizumessen“. Anders als Seipel gelinge es ihr auch die „dunkle Seite“ darzustellen und damit Putin wirklich zu „verstehen“. Sie arbeite die antiwestliche Ideologie, die Abkehr von Europa, die Militarisierung der Wirtschaft, die Abkehr vom Modernisierungskurs und von der Rechtsstaatlichkeit deutlich heraus. Russland bleibe, so zitiert Manutscharjan 'eine einsame Macht, doch mehr denn je Gefangener der Vergangenheit'. Manutscharjan hebt als besondere Qualität der Darstellung hervor, dass Gloger sich bei aller Kritik einen unabhängigen und euphoriefreien Blick auf die Ereignisse in Russland und in der Ukraine bewahre: Zu Recht weise Gloger darauf hin, dass der Maidan 2014 genauso mit einem Pakt der korrupten Eliten endete wie bereits die Orange Revolution zehn Jahre zuvor.
Martin Munke hebt in seiner Rezension vom 28. Januar 2016 hervor, Gloger stelle die „Reideologisierung“ der Politik in der dritten Amtszeit Putins dar: „Klare Freund‑Feind‑Bilder und 'zunehmend nationalistisch[e] Heilsversprechen' bestimmen die innen‑ und außenpolitischen Diskurse...“ Als wichtigste Ursache für das „konflikthafte Verhältnis Russlands zum Großteil der europäischen Staaten und den USA“ sehe Gloger das Defizit an Legitimität.

### Fremde Freunde, 2017
In ihrem Sputnik-Interview vom 3. März 2018 zu ihrer Publikation Fremde Freunde äußerte Gloger, die Verständigung zwischen Russen und Deutschen habe sich historisch immer in Wellenbewegungen vollzogen, die Skala reiche inzwischen aber fast ins Minus, die Entfremdung und das beiderseitige Misstrauen sei sehr viel größer geworden: „Das Narrativ vor allem über die Ukrainekrise, die Annexion der Krim und den Krieg im Osten der Ukraine ist auf beiden Seiten so unterschiedlich, dass es mir manchmal scheint, dass eine Verständigung kaum noch möglich scheint – ein sehr trauriger Befund.“ Beide Seiten hätten Anlass zur Selbstkritik, Entwicklungsmöglichkeiten seit den 1980er Jahren seien nicht wahrgenommen, Hoffnungen enttäuscht worden.

### Ausbruch. Innenansichten einer Pandemie, 2021
2021 schrieb sie gemeinsam mit Georg Mascolo mit „Ausbruch“ einen SPIEGEL-Bestseller zu den Folgen der Sars-CoV-2 Pandemie und deren Folgen. Sie erlangten exklusiven Zugang hinter die Kulissen der Politik, die trotz früher Warnungen so gut wie unvorbereitet getroffen wurde. Das Buch deckt bisher unbeschriebene Zusammenhänge auf, anhand von Augenzeugenberichten und vertraulichen Dokumenten schildert es die Entscheidungen, Deutschlands Lage im Ausnahmezustand und analysiert die Frage: Was lässt sich aus der Krise lernen?

## Mitgliedschaften
- Sie ist Mitglied der Atlantik-Brücke (Stand 2014)[3]
- 2003/2004 und seit 2010 geschäftsführendes Vorstandsmitglied der deutschen Sektion der Vereinigung Reporter ohne Grenzen e. V.[17][18]

## Auszeichnungen
- 1992: Young Leader der Atlantik-Brücke
- 2010: Henri-Nannen-Preis, in der Kategorie Dokumentation (Besonders verständliche Berichterstattung), zusammen mit Jan Christoph Wiechmann und Giuseppe Di Grazia für den Artikel Amerikas dunkles Geheimnis im Stern
- 2014: zweiter Platz in der Kategorie Politik des Preises Journalisten des Jahres, vergeben vom Medium Magazin[19][20]

## Privates
Katja Gloger ist mit dem deutsch-italienischen Journalisten Georg Mascolo verheiratet. Das Paar hat erwachsene Zwillingstöchter.

## Veröffentlichungen
Texte zu Bildbänden
- Jenseits von Kreml und Rotem Platz. Bilder aus Russland. Schirmer/Mosel, München u. a. 1995, ISBN 3-88814-771-9 (mit Fotografien von Hans-Jürgen Burkard).
- Wladimir Putin. Steidl, Göttingen 2003, ISBN 3-88243-942-4 (mit Fotografien von Konrad Rufus Müller).

Sachbücher
- zusammen mit Christiane Feller: Bürgerland. Deutsche zeigen ihr Amerika. Körber-Stiftung, Hamburg 2008, ISBN 978-3-89684-071-4.
- zusammen mit Marc Goergen, Tilman Müller, Bettina Sengling, Janis Vougioukas, Walter Wüllenweber: Die Geschichte der Atomkraft (stern eBook). Stern, Hamburg 2013, ISBN 978-3-652-00264-6 (elektronische Ressource, E-Book).
- Putins Welt. Das neue Russland, die Ukraine und der Westen. Berlin Verlag, Berlin 2015, ISBN 978-3-8270-1296-8.
- Fremde Freunde. Deutsche und Russen – Die Geschichte einer schicksalhaften Beziehung. Piper, München 2017, ISBN 978-3-8270-7952-7.
- zusammen mit Georg Mascolo: Ausbruch: Innenansichten einer Pandemie – Die Corona-Protokolle. Piper Verlag, München 2021, ISBN 978-3-492-99903-8.